# Hypopyra
Hypopyra là một chi bướm đêm thuộc họ Erebidae.

## Các loài
- Hypopyra africana (Kirby, 1896)
- Hypopyra allardi (Oberthür, 1878) (đồng nghĩa: Hypopyra leucochiton (Mabille, 1884))
- Hypopyra burmanica (Hampson, 1913)
- Hypopyra capensis Herrich-Schäffer, 1854
- Hypopyra carneotincta (Hampson, 1913)
- Hypopyra contractipennis (Joannis, 1912)
- Hypopyra feniseca Guenée, 1852
- Hypopyra guttata Wallengren, 1856
- Hypopyra lactipex (Hampson, 1913)
- Hypopyra malgassica Mabille, 1878
- Hypopyra megalesia Mabille, 1879 (đồng nghĩa: Hypopyra bosei Saalmüller, 1880)
- Hypopyra meridionalis (Hampson, 1913)
- Hypopyra ochracea (Candeze, 1927)
- Hypopyra ossigera Guenée, 1852
- Hypopyra padanga (Swinhoe, 1918)
- Hypopyra pudens Walker, 1858 (đồng nghĩa: Hypopyra grandaeva Felder và Rogenhofer, 1874, Hypopyra persimilis Moore, 1877)
- Hypopyra rufescens (Kirby, 1896)
- Hypopyra spermatophora (Hampson, 1913)
- Hypopyra unistrigata Guenée, 1852 (đồng nghĩa: Hypopyra idonea (Walker, 1865), Hypopyra poeusaria (Walker, 1860))
- Hypopyra vespertilio (Fabricius, 1787) (đồng nghĩa: Hypopyra distans Moore, 1882, Hypopyra dulcina Felder và Rogenhofer, 1874, Hypopyra extricans Walker, 1858, Hypopyra hypopyroides (Walker, 1858), Hypopyra hypopyroides (Walker, 1869), Hypopyra pallida Moore, 1883, Hypopyra pandia Felder và Rogenhofer, 1874, Hypopyra shiva Guenée, 1852, Hypopyra signata Walker, 1869)
- Hypopyra villicosta (L.B. Prout, 1919)
- Hypopyra configurans Walker, 1858

## Hình ảnh

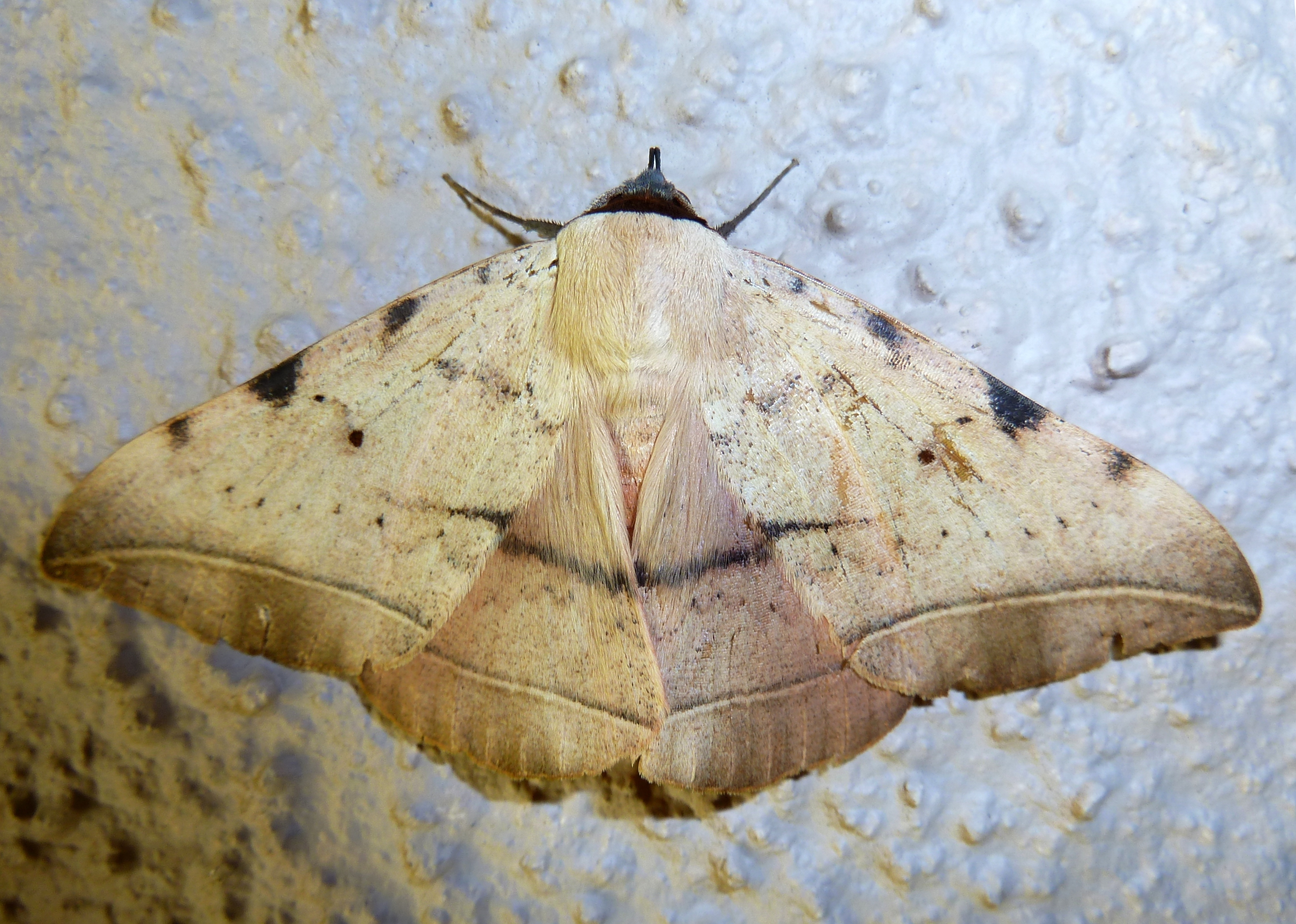